# Життя (журнал)

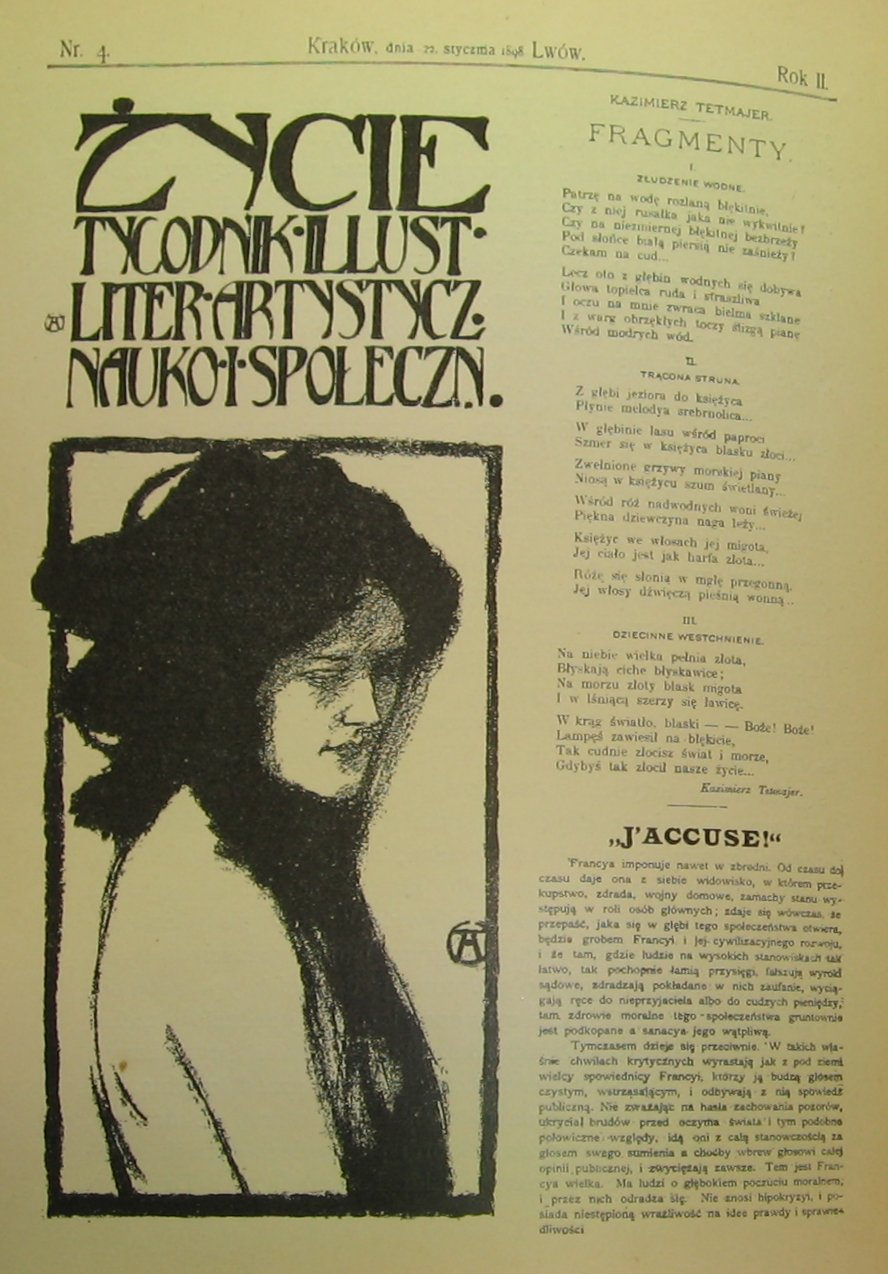
Випуск «Життя» з повідомленням про лист Еміля Золя про визволення і справу Дрейфуса

Життя (пол. Zycie) — ілюстрований тижневик, заснований у 1897 році.

## Історія
Видавався у Кракові та Львові в австрійському розділі Польщі. Заснував журнал Людвік Щепанський. З часом «Життя» став одним із найпопулярніших польських літературно-мистецьких журналів. Але за дуже короткий термін він збанкрутував у 1900 році. Журнал сформував ціле покоління польських художників та мистецтвознавців, зокрема пов'язаних з так званою «Молодою Польщею».
Спочатку тижневик висвітлював актуальні новини, політику, соціальні та національні питання австро-угорської Галичини. Серед його співробітників та кореспондентів у цей період були журналісти-соціалісти Казімєж Келлес-Крауз, Ізабелла Мощенська та Вільгельм Фельдман.
Спочатку журнал не зміг набрати достатньо читацької аудиторії. Та коли його придбав Ігнацій Север-Мацейовський, він запропонував посаду головного редактора Станіславу Пшибишевському. Новий редактор зорієнтував журнал на мистецтво та літературу. Відтоді журнал «Життя» набув популярності завдяки виданню літературних творів деяких найвідоміших польських письменників епохи: Станіслава Пшибишевського, Казимира Пшерви-Тетмаєра,Яна Каспровича, Габріели Запольської, Марії Конопницької, Адольфа Дигасіньського та Адама Асника. Новим художнім керівником журналу став Станіслав Виспянський. Завдяки його зусиллям кожне видання було багато ілюстроване репродукціями символістичних, імпресіоністичних та модернових картин та гравюр.
Невдовзі реформоване «Життя» перетворили на двотижневик, який виходив у великому широкому форматі, але на крейдованому папері і в повному кольорі. Пізніше численні репродукції та гравюри в кожному номері доповнили особливим, вишуканим шрифтом. Окрім вищезазначених авторів, самих Виспянського та Пшибишевського, «Життя» часто публікував також тексти Казимири Завістовської, Вінцентія Бжозовського, Єжи Жулавського та Тадеуша Ріттнера. Також опубліковано багато творів зарубіжної літератури, зокрема французької, чеської та скандинавської.
Номер від 10 січня 1899 року став найвидатнішим прикладом впливу «Життя» на сучасну польську культуру. Він містив «Конфієтор» Станіслава Пшибишевського (монументальний нарис про роль художника) та збірку есеїв Артура Ґурського під загальною назвою «Молода Польща», яка дала назву всьому модерністському періоду в польській літературі, графіці та музиці.
«Життя» постійно боровся з Австро-Угорською державною службою цензури, яка неодноразово наказувала конфіскувати та знищити всі примірники кількох номерів журналу. Це призвело до фінансових труднощів і банкрутства журналу в 1900 році.